# グラットン (モニター)

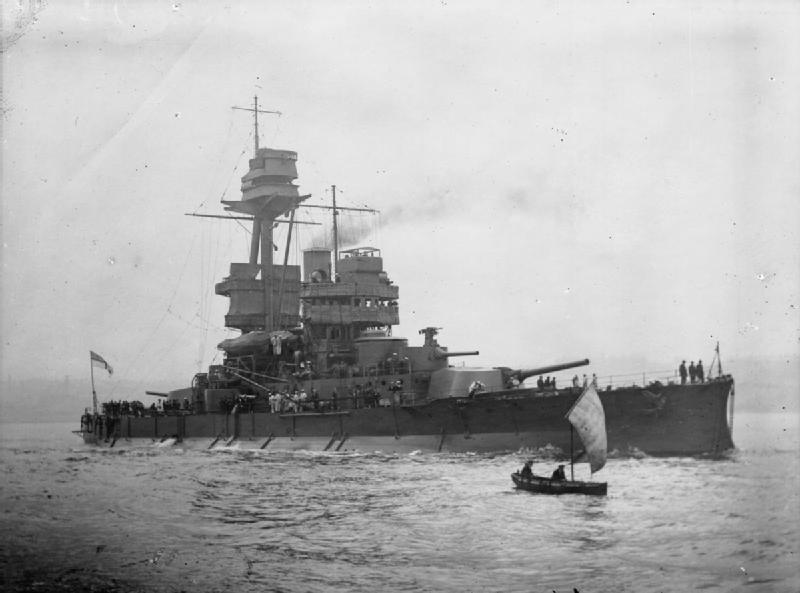
公試に向かう「グラットン」（1918年9月初旬）

グラットン (HMS Glatton) はイギリス海軍のモニター。元はノルウェー海軍向けに建造された2隻の海防戦艦のうちの一隻で、「ビョルグヴィン (Bjørgvin)」という艦名であった。ビョルグヴィンはベルゲンのヴァイキング時代の表記である。

## 艦歴
エルズウィックのアームストロング・ホイットワース社で建造。1913年5月26日起工。1914年8月8日進水。建造中に第一次世界大戦が始まったことによりイギリスが獲得し、1918年8月31日に就役。9月8日竣工。
1918年9月11日、ドーヴァーに到着。
9月16日18時17分、ドーヴァー港内に停泊していたグラットンで2度の爆発が発生。それに続いて艦中央部右舷側の6インチ砲の下で大爆発が起きた。この時、「グラットン」艦長のティグル中佐はドーヴァー戦隊を率いるキーズと共に散歩中であった。艦に戻ったティグルは前部火薬庫への注水を行ったが、後部火薬庫への注水は火災のため行えなかった。自沈させることも不可能で、後部火薬庫誘爆を防ぐためキーズはやむを得ず駆逐艦による雷撃という手段をとった。駆逐艦「コサック」が魚雷を撃ち込んだが、1発目は航走距離不足で安全装置が解除されず不発。2発目は爆発したものの効果不十分であった。続いて20時15分に駆逐艦「ミングス」が魚雷2発を撃ち込み、これにより「グラットン」は転覆して火災も鎮火した。この事故の人的被害は、乗員346名中60名が行方不明、124名が負傷（うち19名は後日死亡）であった。
出火場所とされた艦中央部の6インチ砲火薬庫は機械室と缶室の間に位置しており、間の隔壁は木板と鋼板の間にコルクがあるという構造であった。後日、同型艦「ゴーゴン」の隔壁でコルクではなく新聞紙が入れられている箇所があることが見つかっている。また、鋼鈑にはリベット留めを怠った穴があった。缶室側では高温の灰などを処分するまで火薬庫との間の隔壁沿いに積んでおくという行為が行われており、高温のそれが穴を介して新聞紙を発火させ、さらに火薬の爆発に至ったものと考えられる。
「グラットン」の船体はドーヴァー港内の障害物と化し、ドーヴァーの港湾長であったジョン・アイアン大佐がその撤去を引き受けた。1926年3月16日に「グラットン」は浮揚され、深い場所へと移された。そこは現在は埋め立てられてフェリーターミナルとなっている。

## 要目
- 排水量：5750トン（満載）、4855トン（軽荷）
- 全長：310フィート0インチ（94.49m）
- 全幅：73フィート7インチ（22.43m）
- 機関：ヤーロー混焼水管缶4基、ホーソン・レスリー社ニューカッスル製三段膨張式機関2基（4000指示馬力）、2軸
- 速力：設計15ノット、公試12.5ノット
- 兵装：9.2インチ砲2門（単装2基）、6インチ砲4門（単装4基）、3インチ高角砲2門、3ポンド高角砲4門、2ポンド高角砲2門
- 出典[4]